# 에릭 크리스천 올슨
에릭 크리스천 올슨(Eric Christian Olsen, 1977년 5월 31일 ~ )은 미국의 배우이다.

## 출연 작품
- 빌리 진 킹: 세기의 대결 - 로니 쿨 역